# Міжнародний центр картоплі
Міжнародний центр картоплі (відомий як CIP ісп. Centro Internacional de la Papa) — це дослідний центр, заснований в Лімі, Перу, діяльність якого спрямована на скорочення масштабів бідності та досягнення продовольчої безпеки на стійкій основі в країнах, що розвиваються за допомогою наукових досліджень і відповідних заходів на картоплю, Батат, кореневих і бульбових культур, на покращання управління природними ресурсами в Андах та інших гірських районах. Центр був створений 1971 року декретом уряду Перу.
CIP є одним із 15 спеціалізованих науково-дослідних центрів консультативної групи з міжнародних сільськогосподарських досліджень, міжнародного консорціуму науково-дослідних організацій, — вступив до нього в 1972 році.
В кінці 2015 року спільно з НАСА центр спробував вирощувати картоплю в змодельованому марсіанському середовищі. Первинна ідея вирощування картоплі була показана в фантастичному фільмі Марсіянин. У березні 2017 року, центр оголосив, що попередні показники є позитивними.